# Ettington
Ettington – wieś i civil parish w Anglii, w hrabstwie Warwickshire, w dystrykcie Stratford-on-Avon. Leży 16 km na południe od miasta Warwick i 124 km na północny zachód od Londynu. W 2011 roku civil parish liczyła 1171 mieszkańców. Ettington jest wspomniana w Domesday Book (1086) jako Ete(n)done.